# Route 118 (Nouveau-Brunswick)
Pour les articles homonymes, voir Route 118.
La route 118 est une route secondaire du Nouveau-Brunswick située dans le centre de la province, longue de 40 km (25 mi).

## Description du tracé
La route 118 débute à Blackville, sur la route 8. Elle possède de nombreuses courbes durant ses premiers 20 km (12 mi), suivant de très près le tracé de la rivière Miramichi Sud-Ouest. Elle traverse ensuite la petite ville de Kirkwood, puis 9 km (5,6 mi) au nord-ouest, elle prend fin sur la route 126 environ 5 km (3,1 mi) au sud de Miramichi.

## Histoire
La route 118 fut numérotée ainsi en 1965, étant avant la route 36. 

## Intersections majeures
| Comté          | Ville              | km    | Destinations                            | Notes                                   |
| -------------- | ------------------ | ----- | --------------------------------------- | --------------------------------------- |
| Northumberland | Blackville         | 0,00  | NB-8 – Miramichi, Fredericton           |                                         |
| Northumberland | Blackville         | 0,20  | Traverse la rivière Miramichi Sud-Ouest | Traverse la rivière Miramichi Sud-Ouest |
| Northumberland | Renous-Quarryville | 15,60 | Chemin Quarryville vers NB-108 – Renous |                                         |
| Northumberland | Miramichi          | 40,00 | NB-126 – Miramichi, Moncton             |                                         |
|                |                    |       |                                         |                                         |